# Gromolo
Il Gromolo è un torrente che solca la piana di Sestri Levante. 

## Percorso
Esso nasce nei pressi della cima del monte Roccagrande e percorre l'intera valle omonima attraversando la parte moderna della città per sfociare nella Baia delle Favole.
La valle del Gromolo accoglie numerose frazioni di Sestri Levante, come Pila, Santa Margherita di Fossa Lupara, Santa Vittoria di Libiola, Tassani, Rovereto, Libiola, Montedomenico, Loto.